# Livonski pohod proti Rusom
Livonski pohod proti Rusom je bil vojaški pohod Livonskega in Tevtonskega viteškega reda proti Novgorodski republiki, ki je trajal od leta 1240 do 1242. Cilj pohoda je bil osvojiti ozemlje Pskova in Novgoroda in pravoslavne prebivalce spreobrniti v katoliško vero.

## Ozadje konflikta
Spopad med Novgorodsko republiko in Tevtonskimi vitezi se je začel leta 1210, ko so vitezi napadli Estonce. Novgorod se je leta 1217, 1219, 1222 in 1223 spopadal z Livonci in se soočal s stalnimi neuspehi. Leta 1224 so križarji zavzeli Dorpat (sedanji Tartu). Kmalu po zavzetju Dorpata je v Novgorodu nastal notranji konflikt. Meščani so odklonili svojo pomoč v boju proti vitezom in kmalu je med novgorodskimi plemiči prišlo do razkola. Izgnani iz mesta so plemiči in vitezi leta 1233 zavzeli Izborsk, a jih je pskovska vojska kmalu pregnala iz mesta. Leto kasneje je Jaroslav Vsevolodič iz Novgoroda ponovno vdrl v livonske dežele in opustošil obrobje mesta Odenpa, zmagal Emajõe in prisilil Livonce, da so podpisali mirovni sporazum. 
Leta 1236 je Litva izgubila velikega mojstra reda Livonskih bratov meča Volquina von Wintersteina in papež Gregor IX. je dal soglasje za združitev reda Bratov meča s Tevtonskim viteškim redom. Mojster reda je bil Hermann von Balk. Decembra 1237 je papež Gregor IX. razglasil drugo križarsko vojno proti Finski. Danski kralj Valdemar II. in mojstra obeh redov so se dogovorili za razdelitev Estonije in junija 1238 v sodelovanju s Švedi napadli baltsko Rusijo. Ruske dežele je oslabila invazija Mongolov.

## Prva faza pohoda (1240-1241)
Julija 1240 sta švedska poveljnika Jarl Birger in Ulf Fassi poskušala vdreti na novgorodsko ozemlje pod pretvezo iztrebljanja poganov. Švedi so verjeli v hitro in enostavno zmago nad Rusi, katerih vojsko so premagali Mongoli. Knezu Aleksandru Jaroslaviču je brez pomoči Vladimirske kneževine uspelo zbrati vso novgorodsko milico in prestreči Švede pri ustju reke Ižore. 15. julija 1240 so Švedi napadli Aleksandrov tabor, potem pa so Novgorodci v nevski bitki premagali Švede. Avgusta so livonski vitezi zavzeli mesto Izborsk, prodrli do Pskova in ga začeli oblegati. Vitezom je uspelo podkupiti guvernerja Pskova Tverdila, da jim je odprl mestna vrata. Meščani so se jim poskušali upreti, a so se na koncu morali predati.

## Konec pohoda (1242)
Pozimi 1240/1241 so Novgorodci zavzeli Perejaslavelj-Zaleski. Tevtonski vitezi so zatem zgradili trdnjavo Koporje, kjer so hranili vse svoje zaloge, in zavzeli novgorodsko mesto Tesov, oropali njegove trgovce in opustošili okolico. Novgorodci, ki so se bali podobne usode, kot jo je doživel Pskov, so poslali odposlance iskat pomoč h knezu Jaroslavu. Jaroslavu bi bil kot poveljnik vojske bolj všeč Aleksandrov mlajši brat Andrej, vendar je Novgorod vztrajal pri Aleksandru.
Akeksander se je vrnil v Novgorod in leta 1241 povedel svojo vojsko v Koporje. Spomladi 1242 je osvojil izgubljeni Pskov in se po zmagi odločil, da bo pohod nadaljeval.
5. aprila 1242 je na ledu Čudskega jezera potekala ena najbolj znanih ruskih bitk, znana kot bitka na ledu. Križarji so v njej doživeli enega največjih porazov v severnih križarskih vojnah, ki je hkrati pomenil konec njihovih pohodov proti pravoslavni Novgorodski republiki in drugim ruskim ozemljem v naslednjem stoletju.

## Posledice
Nemci so se umaknili iz Pskova in Novgoroda. V skladu s pogoji mirovnega sporazuma so se Livonci zavezali, da bodo Novgorodu vrnili Lugo, Latgalijo in deželo Votov. Novgorodu je uspelo preprečiti poskuse Livonije, da bi osvojili ozemlje Rusije.